# Oberto II de Biandrate
Oberto, Uberto, o Umberto II (en español: Humberto) fue el conde de Biandrate (Blan-Dras) en Lombardía, y un participante en la Cuarta Cruzada.
Oberto fue un compañero de Bonifacio de Montferrato en la Cuarta Cruzada. Después de la ascensión de Bonifacio como rey de Tesalónica y a su muerte, Oberto se convirtió en regente de su hijo Demetrio. Inmediatamente, Oberto y Amadeo Buffa, el condestable de Tesalónica, comenzaron a planear el derrocamiento de Demetrio. Tenían la intención de colocar a Guillermo VI de Montferrato, el hijo mayor de Bonifacio, en el trono. Sin embargo, el emperador latino Enrique marchó sobre Tesalónica para obligar a los señores lombardos a rendirle homenaje en nombre de Demetrio, pero Oberto le cerró las puertas. Oberto exigió la totalidad de Epiro desde el Vardar hasta el Adriático y un corredor hacia el Mar Negro en dirección oeste de Filipópolis, que Enrique aceptó, a condición de que Margarita, la viuda de Bonifacio, estuviera de acuerdo. A su entrada en la ciudad, Enrique la convenció de que rechazara la condición, y así quedaron impotentes Oberto y Amadeo. Encarceló a Oberto en el castillo de Serres bajo la custodia de Bertoldo II de Katzenelnbogen, pero después lo liberaron. Oberto fue a Negroponte y conspiró contra el emperador, pero Ravano dalle Carceri, señor de la isla y un antiguo aliado de Biandrate, protegió al emperador y Oberto rápidamente se rindió y regresó a Montferrato, donde trató de convencer a Guillermo de reclamar Tesalónica.
Oberto fue acusado del posterior envenenamiento de Enrique, quien murió en 1216 en Tesalónica. En 1224, según el papa Honorio II, Oberto y Guillermo se dirigieron hacia el este para ayudar a la sitiada Tesalónica, pero cayó ante el Despotado de Epiro antes de que llegaran.